# 목드라 25
목드라 25(일본어: 木ドラ25 もくドラトゥウェンティーファイブ[*])는 TV 도쿄 계열에서 매주 목요일의 드라마이다.

## 작품 소개
- 《100만엔의 여자들》
- 《사보리만 칸타로》
- 《Re:Mind》
- 《모브 사이코 100》
- 《스모킹》
- 《사랑의 츠키》
- 《후지와라 타츠야의 세컨드》
- 《디자이너 시부이 나오토의 휴일》
- 《전영소녀-VIDEO GIRL MAI 2019-》
- 《TV연극 석세스장》
- 《새내기 자매와 두 사람의 식탁》
- 《유루캠Δ》
- 《TV연극 석세스장 2》
- 《유루캠Δ 2》